# Mary Grey (viceregina dell'India)
Lady Mary Caroline Grey (Castello di Windsor, 13 novembre 1858 – Londra, 14 luglio 1940) è stata una nobildonna inglese, viceregina dell'India e cortigiana della regina Maria. È stata una nota attivista per la sanità, rispettivamente in Canada e in India.

## Biografia
Mary era la più giovane dei cinque figli del generale Charles Grey, cortigiano del principe Alberto e della regina Vittoria, e di sua moglie, Caroline Farquhar. Era una nipote del primo ministro Charles Grey, II conte Grey. Crebbe tra la corte di St James a Windsor e al St James's Palace. Suo fratello era Albert Grey, IV conte Grey.

### Matrimonio
Sposò, il 28 luglio 1883, Gilbert Elliot-Murray-Kynynmound, IV conte di Minto (9 luglio 1845–1 marzo 1914), figlio di William Elliot-Murray-Kynynmound, III conte di Minto. Ebbero cinque figli:
- Lady Eileen Nina Evelyn Sibell Elliot (13 dicembre 1884-29 maggio 1938), sposò Lord Francis Montagu Douglas Scott, ebbero due figlie;
- Lady Ruby Florence Mary Elliot (26 settembre 1886–5 novembre 1961), sposò Rowland Baring, II conte di Cromer, ebbero tre figli;
- Lady Violet Mary Elliot (28 maggio 1889–3 gennaio 1965), sposò in prime nozze, Lord Charles Petty-Fitzmaurice, ebbero due figli, e in seconde nozze, John Astor, I barone Astor, ebbero tre figli;
- Victor Elliot-Murray-Kynynmound, V conte di Minto (12 febbraio 1891–11 gennaio 1975);
- Gavin William Esmond Elliot (25 aprile 1895–6 agosto 1917)[2].

### Iniziative sanitarie in Canada e India

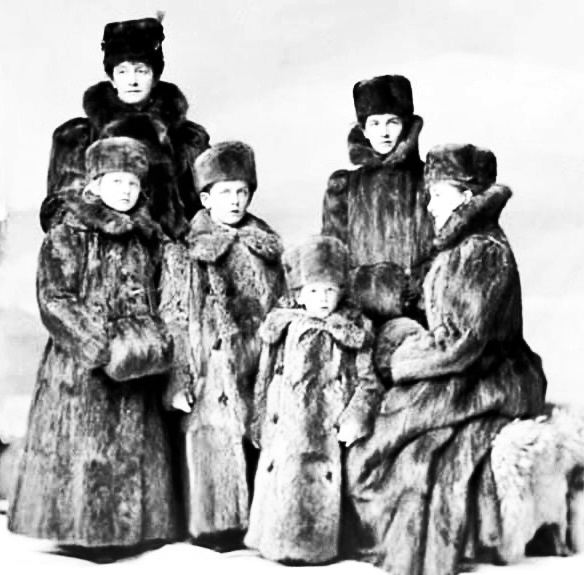
Lady Minto e i suoi figli a Ottawa, 1901

Nel 1898, il marito fu nominato governatore generale del Canada. I suoi progetti durante il loro soggiorno di sei anni in Canada includevano l'istituzione di un fondo commemorativo della Regina Vittoria per raccogliere fondi per gli ospedali rurali con il Victorian Order of Nurses. Diversi ospedali furono fondati in suo nome, tra cui il Lady Minto Hospital in Ontario e l'ala Lady Minto presso l'Ottawa Maternity Hospital. Lei e suo marito apparvero sulla banconota canadese da quattro dollari nel 1902.
I Minto furono nominati viceré e viceregina dell'India dal 1905 al 1910. Si impegnò nel Countess of Dufferin Fund per il miglioramento dell'assistenza sanitaria delle donne, usando le sue conoscenze per garantire finanziamenti governativi per questo, e lanciò la Lady Minto Indian Nursing Association, che si basava sul lavoro di Mary Curzon. Come parte di una festa di due settimane che tenne nel 1907 per raccogliere fondi per l'Associazione, lanciò una serie di tre francobolli raffiguranti se stessa e suo marito.

### Ultimi anni e morte
Al suo ritorno in Inghilterra, Lady Minto fu nominata Lady of the Bedchamber della regina Maria e continuò il suo coinvolgimento nei programmi sanitari, prestando servizio nel consiglio del Territorial Army Nursing Service. Nel 1934 utilizzò i suoi diari e la corrispondenza del marito come base per il suo libro, India, Minto and Morley, e contribuì anche a Myself When Young di Margot Asquith e alla biografia di suo marito di John Buchan.
Preceduta nella morte dal marito e da due dei suoi figli, tra cui la morte del figlio Gavin nella prima guerra mondiale, morì nella sua casa di Hambleton, il 14 luglio 1940.
Lady Minto era un'appassionata di hockey e del pattinaggio artistico, e fondò il Minto Skating Club con suo marito ad Ottawa nel 1903/4.